# رود یورمیس
رود یورمیس (انگلیسی: Yurmys) یک رودخانه در سرزمین پرم کشور روسیه است.